# Les Gais Lurons
Les Gais Lurons (The Merry Men) est une nouvelle de l'écrivain écossais Robert Louis Stevenson.

## Historique
Les Gais Lurons (The Merry Men) est une nouvelle de l'écrivain écossais Robert Louis Stevenson.
D'abord publiée en deux parties dans le Cornhill Magazine en juin et juillet 1882, elle est reprise en volume en 1887 dans le recueil Les Gais Lurons et autres contes (The Merry Men and Other Tales and Fables).
Commencée en été 1881 à Pitlochry, cette « sonate fantastique à propos de mer et de naufrages » devait initialement être intégrée à The Black Man and Other Tales,, un projet de recueil devant rassembler plusieurs nouvelles inspirées du folklore écossais autour du thème du Black Man, le diable.

## Résumé
Un jeune homme de passage chez son oncle sur l'île d'Aros voit ce dernier, obsédé et horrifié par la mer, basculer dans la folie dès que la tempête se déchaîne.

## Analyse
En 1870, Stevenson, alors âgé de 20 ans, avait séjourné trois semaines sur l'île d'Erraid. Il accompagnait son père Thomas Stevenson qui supervisait alors la construction du phare de Dubh Artach. Le lieu l'avait alors fortement marqué. Outre cette nouvelle, il y consacrera un texte de ses souvenirs de jeunesse et en fera par ailleurs le lieu de naufrage de David Balfour, le héros de son roman Enlevé !.
Dans une lettre du juillet 1881 adressée à William Henley, Stevenson fait mention des véritables noms des lieux de la nouvelle : « Aros c'est Earraid, où j'ai vécu il y a longtemps ; le Ross de Grisapol est le Ross de Mull ; Ben Ryan, Ben More ».
Dans les Gais Lurons, c'est le lieu et les éléments naturels qui sont mis en lumière et qui influencent les personnages. C'est la vision de la mer se déchaînant sur les côtes déchiquetées d'Aros qui plonge l'oncle Gordon dans la démence. Dans sa biographie The Life of Robert Louis Stevenson, Sir Graham Balfour rapporte la vision de Stevenson : « Il y a, pour autant que je sache, trois façons, et trois façons seulement, d'écrire une histoire. Vous pouvez avoir une intrigue et y adapter des personnages, ou bien vous pouvez prendre un personnage et choisir des événements et des situations qui vont le faire évoluer, ou enfin [...] vous pouvez avoir une certaine atmosphère et vous servir de l'action et des personnes pour la manifester et la matérialiser. Je vais vous donner un exemple : Les Gais Lurons. Dans ce dernier, j'ai débuté avec l'ambiance d'une de ces îles sur la côte ouest de l'Écosse, et j'ai progressivement fait évoluer l'histoire dans le but d'exprimer la manière dont ce lieu m'avait affecté. »

## Éditions en anglais
- The Merry Men, dans le Cornhill Magazine en juin et juillet 1882
- The Merry Men and Other Tales and Fables chez Chatto & Windus en février 1887 à Londres

## Traductions en français
- Les Gais Compagnons traduit par Thérèse Bentzon, Revue des deux Mondes, Paris, 1889
- Les Gais Lurons, traduit de l'anglais par Théo Varlet, postface de Jean-Luc Fromental, éd. Mille et une nuits, 1994, 95 p.
- La Chaussée des Merry Men, traduction par Mathieu Duplay, Stevenson, Œuvres, tome II, Éditions Gallimard, « Bibliothèque de la Pléiade », 2005.